# Удоволствие
Удоволствието е преживяване, свързано с приятното усещане от задоволяването на определено влечение и породените от това емоции. Удоволствието е нетрайно, защото е свързано със състоянието на субекта и зависи от причини и условия; то не устоява на засищането и изчезва с намаляването на напрежението, породено от потребността. Както и болката, то насочва дейността на индивида по пътя на адаптацията: детето отблъсва от устата си горчиво вещество, но лакомството - не; впоследствие, споменът за това ръководи неговото поведение. Удоволствието е неотделимо от желанието, както болката е неотделима от бягството. Търсененето на удоволствие и избягването на болка, които са характерни за поведението на живите организми, се наблюдават и при нисшите животни като водните бълхи или чехълчето; те са привлечени от някои източници на дразнения и биват отблъсквани от други (положителен или отрицателен таксис) - „избират своя преферендум“. Олдс и колектив (1954) откриват при висшите животни (плъхове и други бозайници) „центрове на удоволствието“, разположени в основата на мозъка (хипоталамус и септум). Дразненето на тези зони с микроелектроди, присадени в главния мозък, произвежда приятен афект. Ако плъх се приучи да си доставя удоволствие като натиска лост, се забелязва, че той започва да го прави все по-често, хиляди пъти на час, до пълно изтощение. „Центровете на удоволствието“, наречени по-късно възнаграждаваща мозъчна система, произвеждат ендорфини. Удоволствието се поражда от активирането на тази система чрез физически (усещане), химически (наркотик) или психичен (успех) агент.